# 観音寺競輪場
観音寺競輪場（かんおんじけいりんじょう）は、香川県観音寺市にかつて存在した競輪場で、2012年3月7日に開催廃止となった。廃止時の施設所有および主催は観音寺市で実施は日本自転車競技会中四国支部。
本項では当地において運営されている競輪場外車券売場のサテライト観音寺（サテライトかんおんじ）および場外勝馬投票券発売所のDASH観音寺（ダッシュかんおんじ）・中央競馬場外馬券売場のJ-PLACE観音寺（ジェイプレイスかんおんじ）についても記述する。

## 概要
観音寺競輪場は1950年に開設された。記念競輪（GIII）として『ことひき賞争奪戦』が毎年10月に開催され、またS級シリーズとして現役時代は通算1232勝を挙げた吉田実を称え『吉田実杯争奪戦』が開催されていた。
過去には1997年・1998年・2007年にふるさとダービー、2004年に西王座戦が開催された。
2005年1月31日からはA級ツイントーナメントを、前半は「ブルーステージ」後半は「グリーンステージ」の名称で実施していたが、2005年12月25日をもって終了した。
2004年3月17日から四国競輪インターネットライブでの動画実況放送を開始したが2010年11月2日に終了した。トータリゼータシステムはオムロンを採用していた。

## 銭形くん
マスコットキャラクター「銭形くん」は、地元のイラストレーターである岡谷敏明の制作によるもので、1997年のふるさとダービー開催時にお目見えしたが、人気が高かったことから2000年に観音寺市（旧市）のマスコットキャラクターとして昇格し、市町村合併による新市制施行まで用いられており、それにちなんだ『銭形くんカップ』が行なわれていた。なお場外車券売場に移行後も「銭形くん」の使用は継続されており、観音寺市（新市）も市として「銭形くん」の使用を進める方針をとっている。
また銭形くんにちなんだ歌もあり、それが当場締め切り前BGMにもなっていた。このBGMは高松競輪場でも使用されている。

## バンク
400mバンクを使用。カントがやや浅いものの、クセの少ない標準的なバンクであった。2006年春の改修工事でコーナー進入部分のカントを改良し、より走りやすいバンクになった。ただ、海に近い立地であるため、海風の影響は受けた。

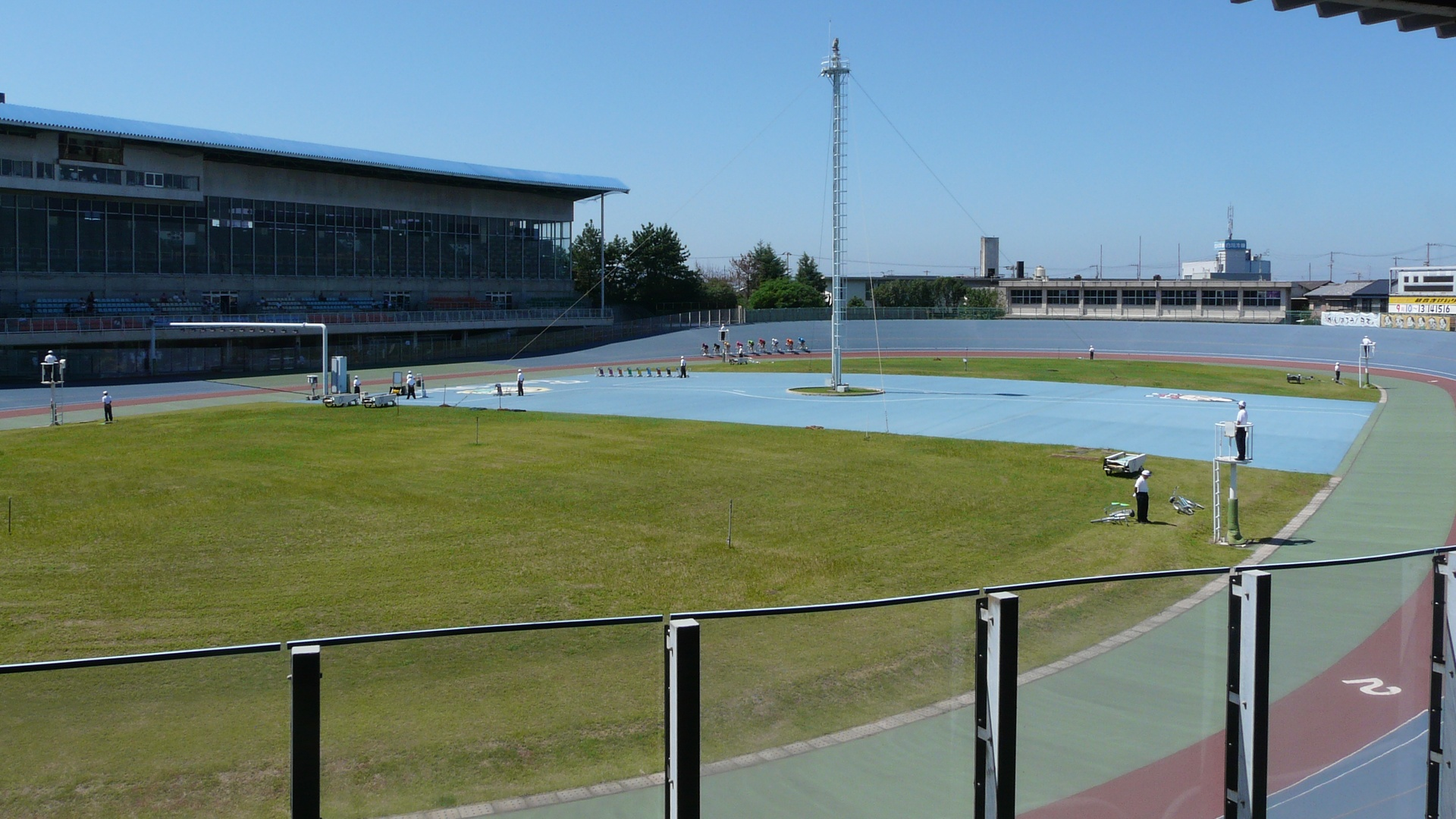
バンク
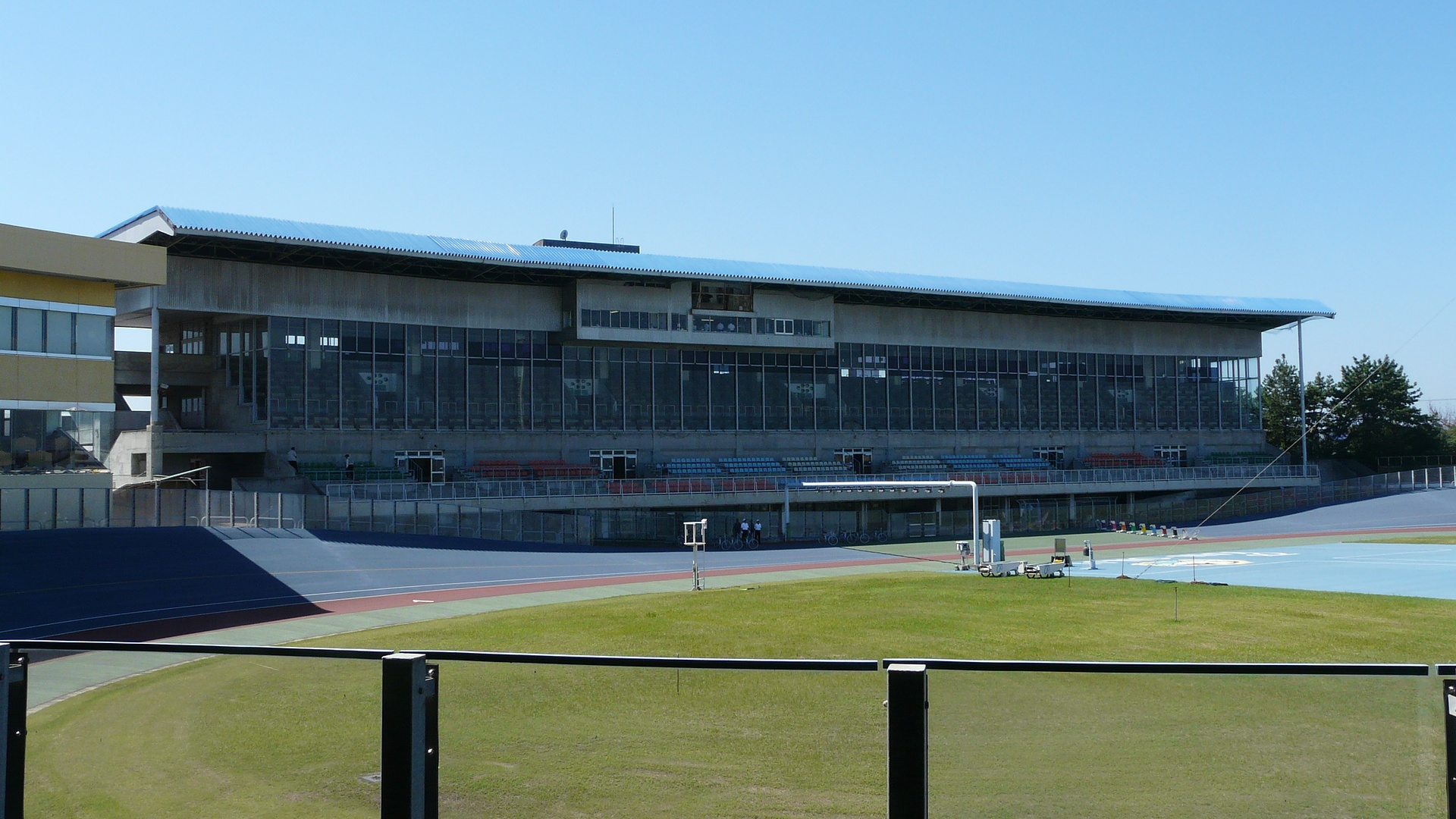
スタンド
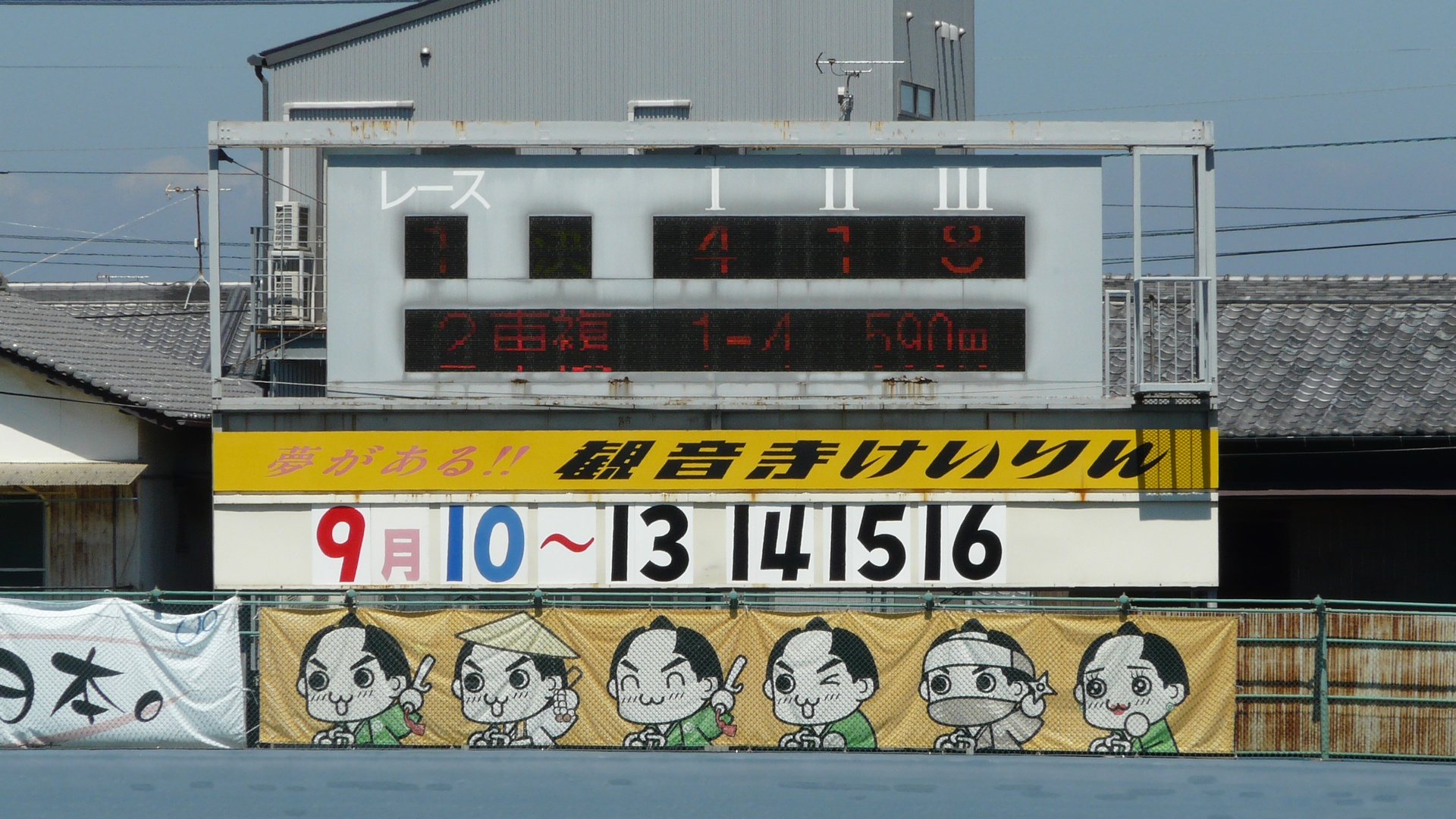
電光掲示板

## 廃止の経緯
2006年9月に観音寺市は赤字決算が続くとして開催日数の年間約70日から約40日以下の削減と、日本自転車振興会（現在のJKA）への交付金を5年間延納する「特例」の適用を経済産業省等と協議することを表明し、これが受け入れられ2007年10月24日に当年度を含め年間開催日数を70日から37日に削減した（他場の場外発売はこれまで通り実施）。
これにより債務の削減を図ろうとしたが収益の回復が芳しくない状況の上、2012年度にはJKAに対する交付金の支払猶予などの「特例」が期限を迎えることから、2011年9月27日に観音寺市議会は「競輪事業の本場からの撤退を求める決議案」という観音寺競輪場からの主催撤退案を可決した。これについて市長の白川晴司は競輪場を場外車券売場として維持する方針を表明し、11月9日に2012年3月末をもって観音寺競輪場での本場開催を廃止することを正式に発表した。2012年3月5日から7日に最後の本場開催が行われ、場外車券発売が終了する3月30日をもって競輪場としては閉場となった。
競走路については暫くの間自転車競技場として残されたが、のち解体、撤去された。その他の施設についても、場外車券売場として使用される建物を除き撤去されたが、これも「サテライト観音寺」開設に伴い解体された。跡地については、南東角（かつての正門近く）に「サテライト観音寺」とその駐車場が設けられたほか、ほぼ中央に東西に繋がる道路が設けられた。それ以外の敷地の跡地活用については未定だが、第二駐車場跡地には学校給食センターが設置されることが決定している。
当地をホームバンクとしていた選手は、多くが同じ香川県にある高松競輪場に拠点を移したが、中には大西祐とその弟子の佐伯智恵のように愛媛支部に移籍し松山競輪場に拠点を移した選手もいる。

## サテライト観音寺・DASH観音寺・J-PLACE観音寺
2012年4月5日から車券の場外発売については、競輪場外車券売場のサテライト観音寺として行われている。施設は当初、競輪場の東スタンドがそのまま流用され、岸和田競輪場の開催を中心に、全てのGレースと一部のFI、FII、ナイター競走が1日最大4場発売された。2015年1月15日からは施設の3階を改装し、場外勝馬投票券発売所のDASH観音寺としてオープンさせた。園田競馬場および姫路競馬場の全レースおよび、その他ナイター競走を含む地方競馬のレースを1日最大3場まで発売した。また、2018年10月13日からはDASHのスペースを利用する形で日本中央競馬会の勝馬投票券を発売するJ-PLACE観音寺が開設された。
その後、敷地内南東角に新たな建物を建設したうえで、2021年9月4日に旧施設から移転開業した。
なお観音寺駅から南東の国道11号沿いにはかつて国道前売サービスセンターが所在し、こちらは競輪場の廃止後も、そのまま競輪のみの発売が継続されていたが、2017年9月30日をもって観音寺に統合される形で廃止となった。

### 経緯
観音寺市は2006年3月4日より場外車券売場として『サテライト阪神』を四国ではなく兵庫県三木市に開設したが、近畿では初の専用場外車券売場であったため本場にあたる観音寺より近畿地区の競輪場の発売のほうが多くなったことや、2007年3月14日に大阪市中央区に会員制の専用場外車券売場『サテライト大阪』 が開設されるなど、状況が大きく変化してしまったことにより2010年4月よりサテライト阪神は岸和田市（岸和田競輪場）に管理施行権を譲り渡すことになった。
その後、競輪の本場開催廃止にあたりサテライト観音寺として場外発売のみ継続することになったが、観音寺市が競輪施行権を返上したため自ら場外発売を実施できなくなることから、上述の経緯もありサテライト阪神同様に岸和田市が管理施行者として施設運営に当たることになり、観音寺市は競輪場の施設を岸和田市に賃貸することになった。また廃止された国道前売サービスセンターについても競輪場同様に運営されていた。
なお2015年に開設されたDASH観音寺の運営を行っている会社は、サテライト阪神の施設所有者でもある。

## 主なアクセス
以下はサテライト観音寺・DASH観音寺についてである。
- JR予讃線観音寺駅下車、徒歩約17分。
  - 駅の北側にある観光案内所では、レンタサイクル（電動・非電動とも）、レンタル電動キックボードの貸し出しあり。
- 車では高松自動車道大野原ICから10分またはさぬき豊中ICから15分。

## 歴代記念競輪優勝者
| 年     | 優勝者     | 登録地 |
| ------ | ---------- | ------ |
| 2002年 | 児玉広志   | 香川   |
| 2004年 | 小野俊之   | 大分   |
| 2005年 | 石丸寛之   | 岡山   |
| 2006年 | 飯嶋則之   | 栃木   |
| 2008年 | 香川雄介   | 香川   |
| 2009年 | 栗田雅也   | 静岡   |
| 2010年 | 小嶋敬二   | 石川   |
| 2011年 | 十文字貴信 | 茨城   |

※1節4日間制開催となった、2002年4月以降の歴代記念競輪優勝者を列記。